# 阿尔诺什特·克罗伊茨
阿尔诺什特·克罗伊茨（捷克語：Arnošt Kreuz，1912年5月9日—1974年2月9日），捷克男子足球运动员，司职前锋。他曾代表捷克斯洛伐克国家队参加1938年国际足联世界杯，结果队伍止步八强。